# 蔚山新港駅
蔚山新港駅（ウルサンシナンえき）は大韓民国蔚山広域市南区に位置する韓国鉄道公社蔚山新港線の駅である。

## 歴史
- 2020年9月15日 - 開業[1]。

## 隣の駅
韓国鉄道公社
蔚山新港線
龍巌駅 - 蔚山新港駅